# Matagne-la-Petite

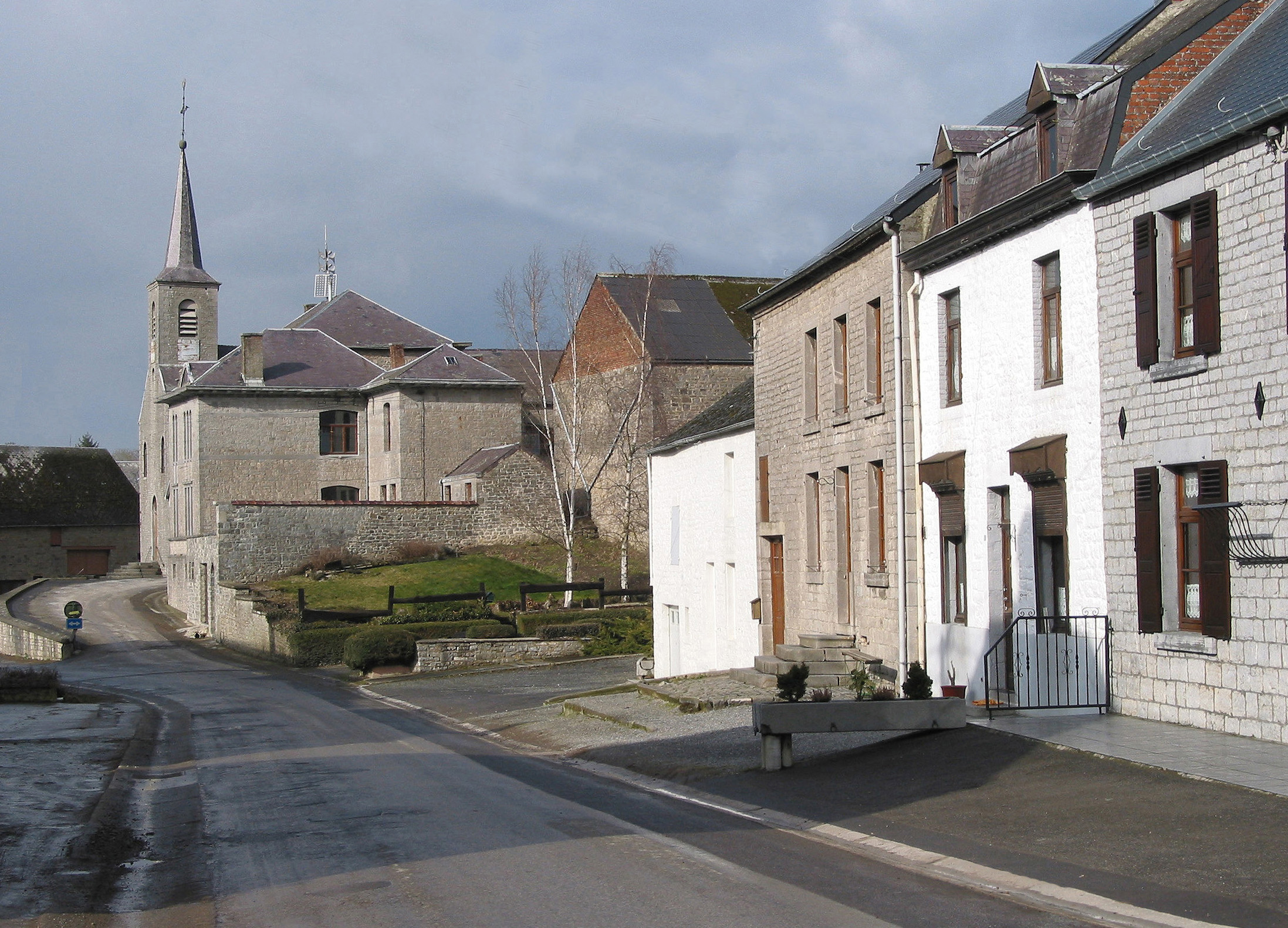
Bereich um die Kirche des Dorfes

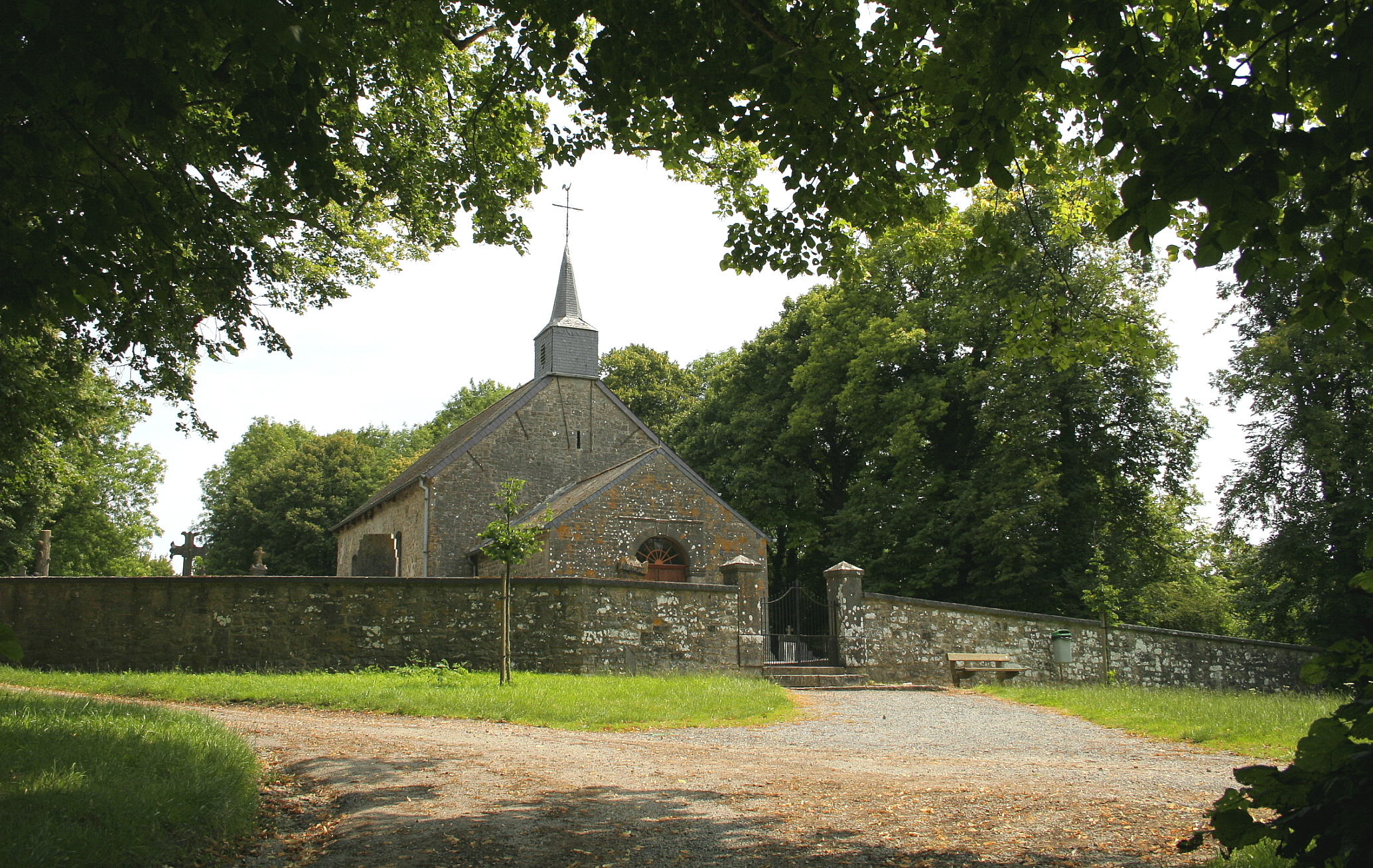
Romanische Kapelle

Matagne-la-Petite (wallonisch Matagne-li-Ptite) ist ein zur belgischen Gemeinde Doische gehörendes Dorf in der Provinz Namur in der Wallonischen Region.
Die Gemarkung des Orts umfasst eine Fläche von 9,49 km².
Die Besiedlung des Orts geht bis in die römische Zeit zurück, aus der noch Siedlungsreste gefunden wurden. Eine im Ort befindliche Kapelle geht bis auf das Jahr 1107 zurück. Matagne-la-Petite war bis zum Jahr 1977 eine selbständige Gemeinde und kam dann im Zuge einer Kommunalreform zur Gemeinde Doische.

## Persönlichkeiten
Der französische Politiker und Historiker Philippe Buchez (1796–1865) wurde in  Matagne-la-Petite geboren.